# Pierre Cornud
Pierre Cornud, né le 12 décembre 1996 à Avignon en France, est un footballeur français qui joue au poste d'arrière gauche au Maccabi Haïfa.

## Biographie

### En club
Né à Avignon en France, Pierre Cornud est formé par le Montpellier HSC mais n'y fait pas la moindre apparition avec l'équipe première. Il rejoint en 2016 le Dijon FCO où il devient un pilier de l'équipe réserve du club.
En 2017, il prend la direction de l'Espagne en signant avec le RCD Majorque. Il joue surtout avec l'équipe B du club mais fait une apparition en équipe première, le 6 septembre 2017, à l'occasion d'un match de coupe d'Espagne contre le Club Lleida Esportiu. Il est titularisé et son équipe est battue après une séance de tirs au but.
Cornud est prêté le 29 janvier 2020 à l'UD Ibiza jusqu'à la fin de la saison.
Le 14 août 2020, Pierre Cornud rejoint le CE Sabadell pour un contrat d'une saison,.
C'est avec Sabadell qu'il découvre la deuxième division espagnole, jouant son premier match le 19 septembre 2020 contre le Rayo Vallecano. Il est titularisé et son équipe est battue par deux buts à un.
Le 2 juillet 2021, Pierre Cornud signe en faveur du Real Oviedo pour un contrat de deux ans, soit jusqu'en juin 2023.
Le 1er juillet 2022, Pierre Cornud est prêté pour une saison en Israël, du côté du Maccabi Haïfa.
Avec le Maccabi Haïfa, il participe à la phase de qualification de la Ligue des champions, et contribue à la qualification de son équipe pour la phase de groupe de l'édition 2022-2023, le Maccabi sortant vainqueur de sa double confrontation avec l'Étoile Rouge de Belgrade en août 2022.
Le 22 août 2024, il retourne en France pour la première fois depuis le début sa carrière professionnelle en paraphant un contrat de deux ans et une année en option en faveur de l'AS Saint-Étienne, nouvellement promue en Ligue 1.

## Palmarès
Maccabi Haïfa
- Championnat d'Israël (1) :
  - Champion : 2022-23.
- Supercoupe d'Israël (1) :
  - Vainqueur : 2023.